# République du Bas-Canada
4 novembre – 9 novembre 1838
Entités précédentes :
- Bas-Canada

Entités suivantes :
- Bas-Canada

La République du Bas-Canada est une organisation quasi-étatique sécessionniste de la colonie britannique du Bas-Canada ayant existé du 4 au 9 novembre 1838, principalement dans le Suroît et le Haut-Richelieu au Québec. 
Cette tentative de création d'une république fut motivée par le désir des insurgés patriotes de se soustraire à l'autorité royale britannique, dans le sillage des rébellions de 1837 et 1838. Sous l'impulsion du docteur Robert Nelson et de patriotes exilés revenus des États-Unis, la Déclaration d'indépendance du Bas-Canada fut proclamée à Napierville le 4 novembre 1838, marquant la naissance brève et symbolique d'une république.
Le 4 novembre 1838, Robert Nelson franchit la frontière américaine et arrive à Napierville, déjà sous contrôle patriote, pour déclarer l'établissant de la République du Bas-Canada. L'existence de cet état prend fin quelques jours plus tard après la défaite des frères chasseurs aux batailles de Lacolle le 6 et 7 novembre et les batailles d'Odelltown et de Baker's farm le 9 novembre. Les troupes britanniques repoussent les forces républicaines tuant dans l’œuf la République du Bas-Canada.
La création de la République du Bas-Canada constitue un symbole important pour le mouvement indépendantiste du Québec. Cet épisode historique est particulièrement valorisé pour son engagement en faveur de l'établissement d'une république démocratique et laïque, marquant un rejet explicite de la monarchie et des institutions britanniques.

## Contexte politique et rébellions de 1837
Le contexte politique des années qui précèdent la création de la République du Bas-Canada est marqué par des tensions grandissantes entre le Parti patriote, majoritaire à la Chambre d'assemblée du Bas-Canada et les autorités coloniales britanniques incarnées dans le Conseil législatif du Bas-Canada. Le 21 février 1834, la chambre d'assemblée du Bas-Canada adopte les 92 résolutions, un document demandant de réformer le conseil législatif, de rendre les institutions plus démocratiques, de donner le contrôle budgétaire à la Chambre d'assemblée, d'abolir les droits seigneuriaux et la fin du monopole de la British American Land Company sur les terres non colonisées, entre autres. Les 92 résolutions remportent un grand soutien populaire ; près de 78 000 personnes signent la pétition en soutien aux résolutions qui sera envoyée à Londres.
En 1835, le gouvernement britannique met sur pied une commission royale afin d’examiner les demandes des patriotes. La commission est présidée par le gouverneur du Bas-Canada, Lord Gosford qui, au terme de l'exercice, est favorable à l'idée de réformer le Conseil législatif pour en faire un corps politique élu. Le rapport est éventuellement soumis à la chambre des communes de Grande-Bretagne le 2 mars 1837. La réponse du gouvernement britannique est sans équivoque, toutes les demandes des patriotes sont rejetées en bloc. De plus, 10 contre-résolutions sont adoptés par la chambre des communes ; elles permettent au gouverneur général de prélever la somme de 142 160 livres sans le consentement de l’Assemblée législative, rejettent la demande de gouvernement responsable et refusent de réformer le Conseil législatif.
Ce rejet catégorique provoque la colère des militants patriotes qui se mobilisent et organisent des assemblés à partir du printemps 1837. Cependant, ces assemblées sont rapidement déclarées illégales par le gouverneur de la colonie en juin 1837. 

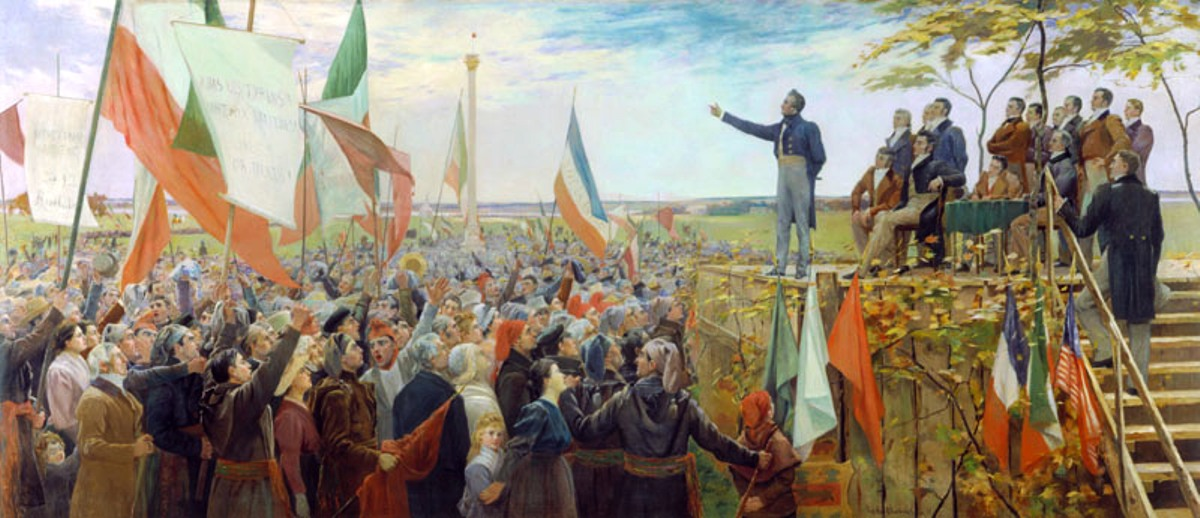
L'Assemblée des six-comtés en soutien aux 92 résolutions, tenue les 23 et 24 octobre 1837 à Saint-Charles-sur-Richelieu, Bas-Canada.

### Première tentative: Caldwell’s Manor, 28 février 1838

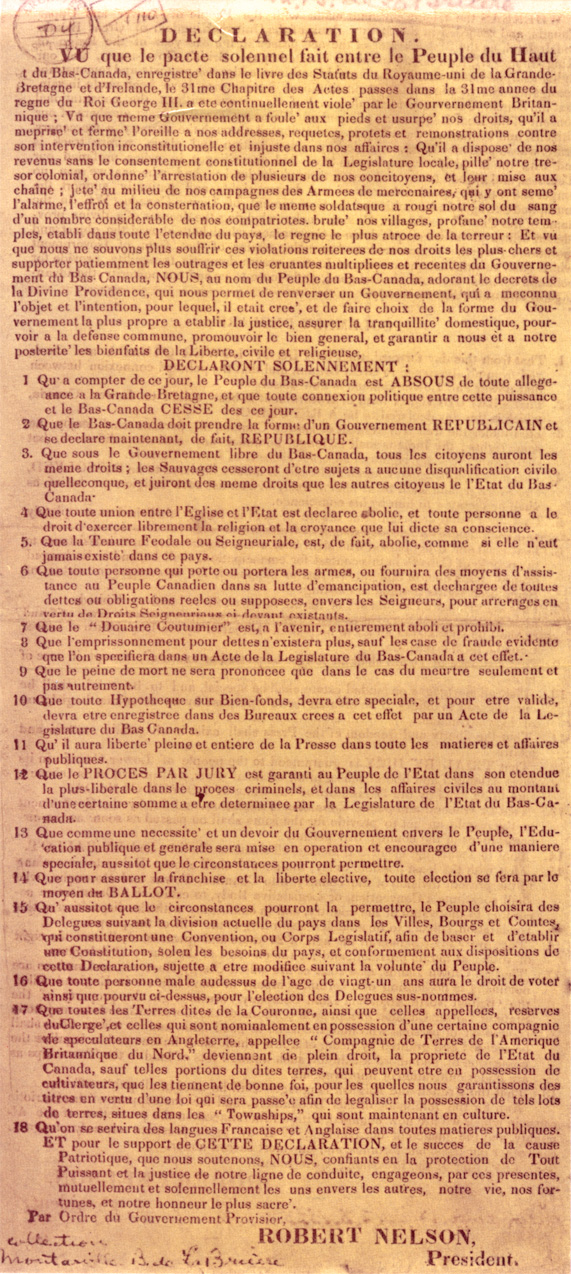
Déclaration d'indépendance du Bas-Canada, lue publiquement pour la première fois à Caldwell's Manoir le 28 février 1838

Le 28 février 1838, les Dr Robert Nelson et Cyrille Côté et plus de 600 insurgés traversent la frontière des États-Unis à Alburgh au Vermont et arrivent à Caldwell’s Manor. Nelson profite de son incursion au Bas-Canada pour faire la lecture publique de la Déclaration d’indépendance du Bas-Canada. Robert Nelson est proclamé président de la république du Bas-Canada. La déclaration d'indépendance coupe les liens de la république avec la couronne britannique et établit la séparation de l'Église et de l'État, de droits égaux pour les Blancs et les Autochtones, l'abolition du régime seigneurial, la liberté de presse, égalité des langues française et anglaise dans l'administration, entre autres.
Informés de la présence du chef patriote, les miliciens loyalistes de Missisquoi se rassemblent et contraignent les Patriotes à battre en retraite vers les États-Unis.
Mais le gouvernement américain, sous les pressions britanniques, a décidé de rester neutre et de ne pas permettre qu'une telle invasion utilise son territoire comme sanctuaire. Nelson et Côté sont donc arrêtés pour violation de la neutralité, puis relâchés. À la suite de cette tentative d'invasion manquée, ils forment une organisation militaire du nom des Frères chasseurs et Nelson met aussi sur pieds un plan pour une insurrection prévue pour le 3 novembre 1838.

## Déclaration d'indépendance

### 9 novembre - Bataille d'Odelltown et fuite de Robert Nelson
Un détachement de près de 300 volontaires loyalistes et l'armée Patriote s'affronte à Odelltown. Avec l'arrivée de renforts britanniques, les insurgés se replient, Robert Nelson est contraint de se diriger vers la frontière. Sur le champ de bataille sont laissés derrière cinquante Patriotes, tués ou blessés.

## Cour martiale et exécutions
Nelson fuit le lieu du soulèvement avant la fin de la bataille. À la suite d'un conseil de guerre, Nelson, le major Hébert et Charles Hindenlang tentent de se réfugier aux États-Unis. Hébert et Hindenlang se font arrêter le 10 novembre alors que Nelson atteint les États-Unis. Nelson délaisse ensuite la politique. 

## Président virtuel
- Robert Nelson (1838)